# Bezděkov nad Metují
Bezděkov nad Metují település Csehországban, Náchodi járásban. Bezděkov nad Metují Velké Petrovice, Vysoká Srbská, Machov és Police nad Metují településekkel határos. Lakosainak száma 621 fő (2024. január 1.).

## Népesség
A település lakosságának változását az alábbi diagram mutatja:
| Lakosok száma | 759  | 775  | 656  | 602  | 486  | 510  | 532  | 577  | 617  | 621  |
|               | 1869 | 1890 | 1921 | 1950 | 1980 | 2001 | 2017 | 2019 | 2022 | 2024 |